# Viterbo

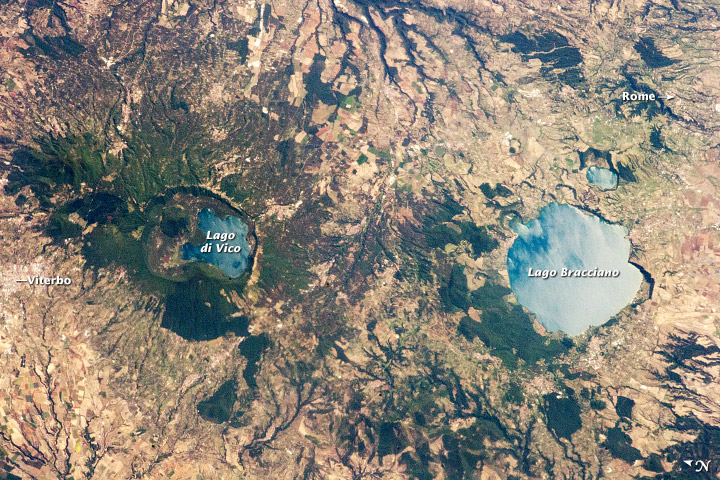
View from space of Viterbo and Rome

Viterbo (tiếng Ý: [viˈtɛrbo] ⓘ; Viterbese: Veterbe; tiếng Latinh trung đại: Viterbium) là thành phố cổ ở vùng Lazio của Italia, thủ phủ của tỉnh Viterbo. Thành phố này có cự ly khoảng 100 km về phía bắc của Roma bên Via Cassia và bao quanh bởi Monti Cimini và Monti Volsini. Trung tâm lịch sử của thành phố có tường thành thời trung cổ, được xây vào thế kỷ 11 và 12.
Viterbo có căn cứ không quân, cự ly 3 km so với thành phố.
Các khu vực dân cư phụ thuộc: Bagnaia, Castel d'Asso, Fastello, Grotte Santo Stefano, La Quercia, Montecalvello, Monterazzano, Roccalvecce, Sant'Angelo di Roccalvecce, San Martino al Cimino, Tobia, Vallebona.
Các khu vực giáp ranh: Bagnoregio, Bomarzo, Canepina, Caprarola, Celleno, Civitella d'Agliano, Graffignano, Marta, Monte Romano, Montefiascone, Ronciglione, Soriano nel Cimino, Tuscania, Vetralla, Vitorchiano.

## Note
1. ↑  "Superficie di Comuni Province e Regioni italiane al 9 ottobre 2011". Viện Thống kê Quốc gia. Truy cập ngày 16 tháng 3 năm 2019.
2. ↑  "Popolazione Residente al 1° Gennaio 2018". Viện Thống kê Quốc gia. Truy cập ngày 16 tháng 3 năm 2019.
3. ↑  Viterbo gets Rome's third airport., Rome transport news